# Saint-Philbert-des-Champs
Saint-Philbert-des-Champs település Franciaországban, Calvados megyében. Lakosainak száma 650 fő (2022. január 1.). Saint-Philbert-des-Champs Blangy-le-Château, Le Breuil-en-Auge, Le Brévedent, Fauguernon, Fierville-les-Parcs, Moyaux, Norolles és Le Pin községekkel határos.

## Népesség
A település népessége az elmúlt években az alábbi módon változott:
| Lakosok száma | 347  | 528  | 574  | 671  | 642  | 631  | 644  | 654  | 655  | 650  |
|               | 1968 | 1982 | 1990 | 2006 | 2013 | 2015 | 2017 | 2019 | 2020 | 2022 |